# Église Saint-Médard-et-Saint-Gildard de Crépon
L'église Saint-Médard-et-Saint-Gildard (XIIe - XIXe siècles) est une église catholique située à Crépon, en France.

## Localisation
L'église est située dans le département français du Calvados, sur la commune de Crépon.

## Historique
L'église paroissiale Saint-Médard et Saint-Gildard de Crépon est un bien communal qui a fait l'objet d'une inscription partielle au titre des monuments historiques en 1927.
À la fin du XIe siècle, Guillaume Fitz Osbern, baron de Crépon et compagnon de Guillaume le Conquérant, cède le patronage de l’église de Crépon à l’abbaye de Cormeilles (Eure) qu’il avait fondée. L’église conserve des éléments architecturaux de l’époque médiévale : tour-clocher (XIIe siècle, XIVe siècle et XVe siècle), chœur (XIIe siècle, XIVe siècle ), façade ouest et chapelles latérales (XIIIe siècle). La nef du XIIe siècle a été profondément remaniée au XIXe siècle. Une tourelle d’escalier en vis coiffée en poivrière, qui est cantonnée, hors-œuvre, à l’angle sud-est de la tour-clocher, relie les 3e et 4e niveaux de celle-ci. Cet escalier donne accès à l’une des deux coursières de guet qui longent extérieurement les faces nord et sud du dernier niveau de la tour-clocher couvert en bâtière. Pendant la guerre de Cent Ans, elles permettaient de surveiller tant le côté de la mer que le côté de la plaine de Caen. Malgré une légende qui n’est pas référencée, la tour-clocher de Crépon n’a jamais abrité de cloches en argent massif.
Un décor exceptionnel dont les éléments ont été classés monuments historiques (16 décembre 1907, 28 avril 1975, 20 février 1976) a été conservé : dans la chapelle nord, un retable de pierre du XVIIe ; dans l’avant-chœur et le chœur, un lambris de chêne sculpté, des stalles, un autel-double et un lutrin du XVIIIe siècle (ensemble attribué à Jacques Moussard, architecte, et à Jean-Louis Mangin, sculpteur). Une toile monumentale, l’Élévation de la Croix, copie anonyme du XVIIIe siècle d’un tableau de Charles Le Brun, couvre la plus grande partie du chevet . 
La sépulture des parents et de la sœur de l’archéologue, Arcisse de Caumont, est signalée par un panneau fixé sur le muret du cimetière côté sud.

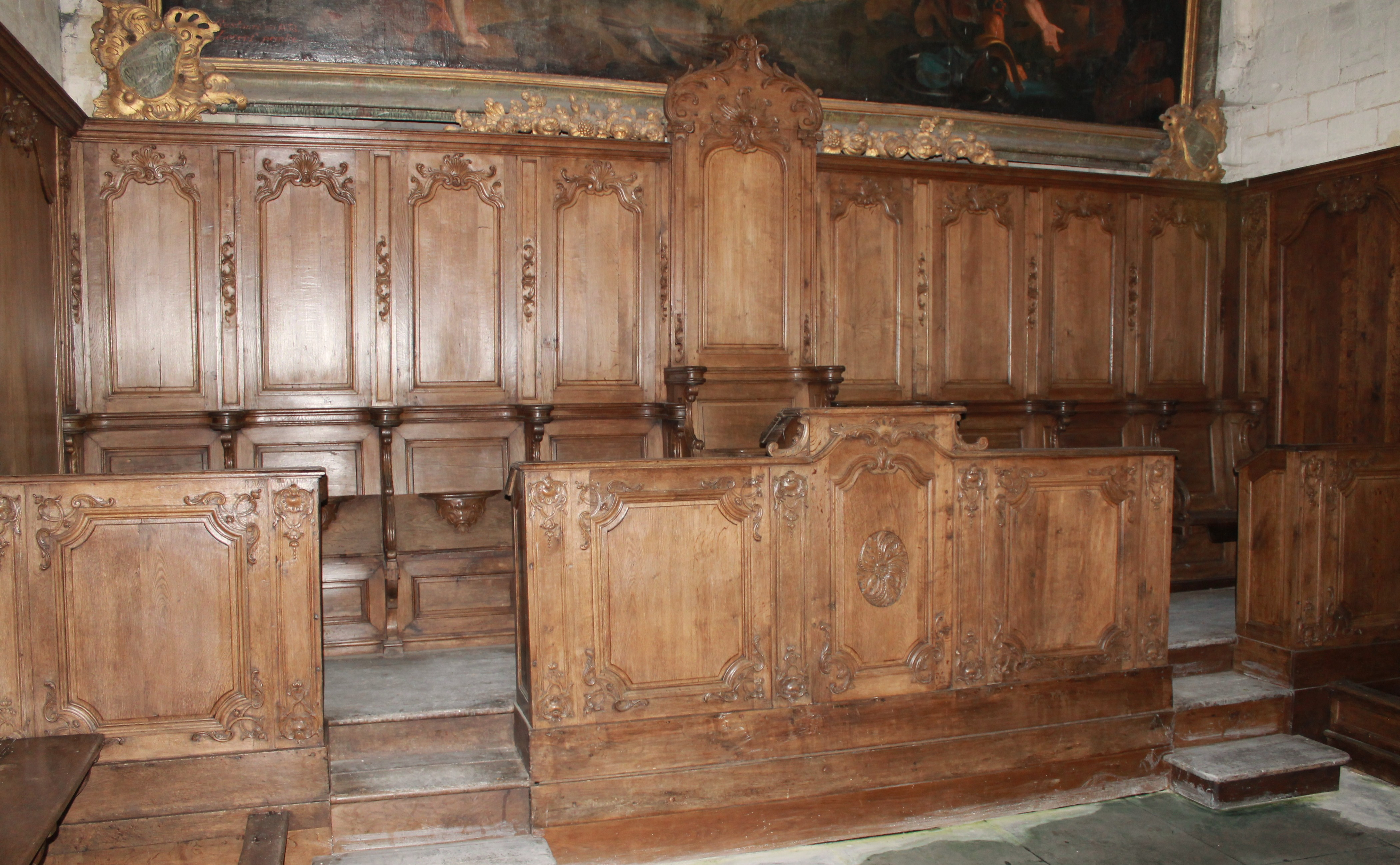
Stalles.
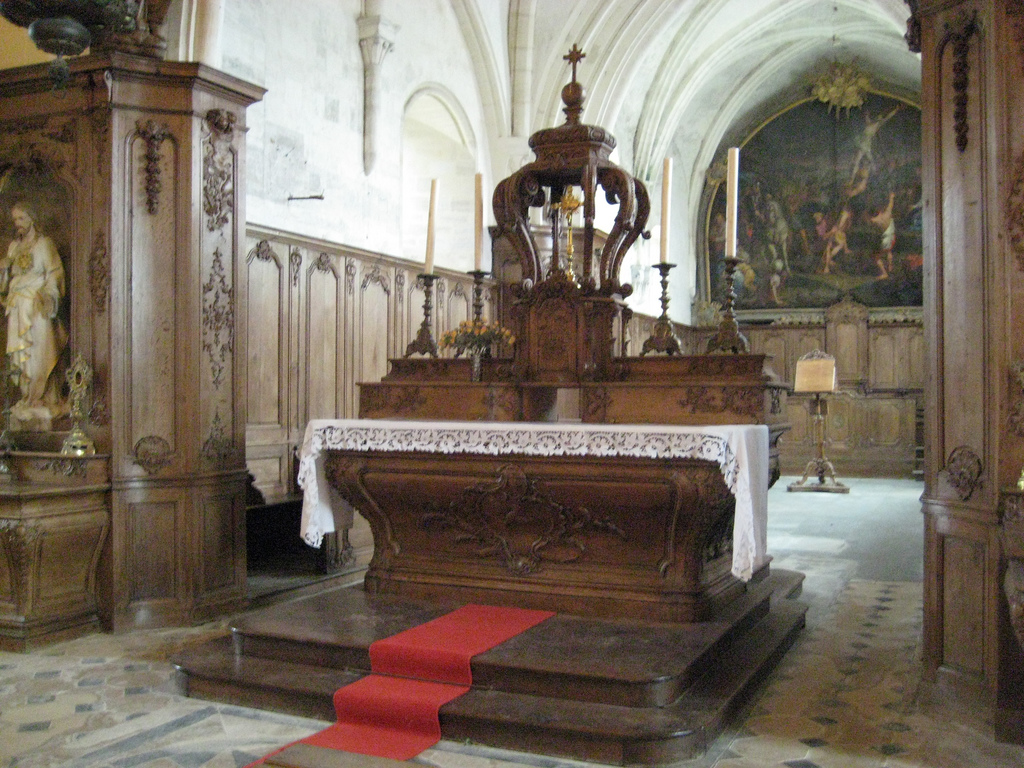
Maître autel.
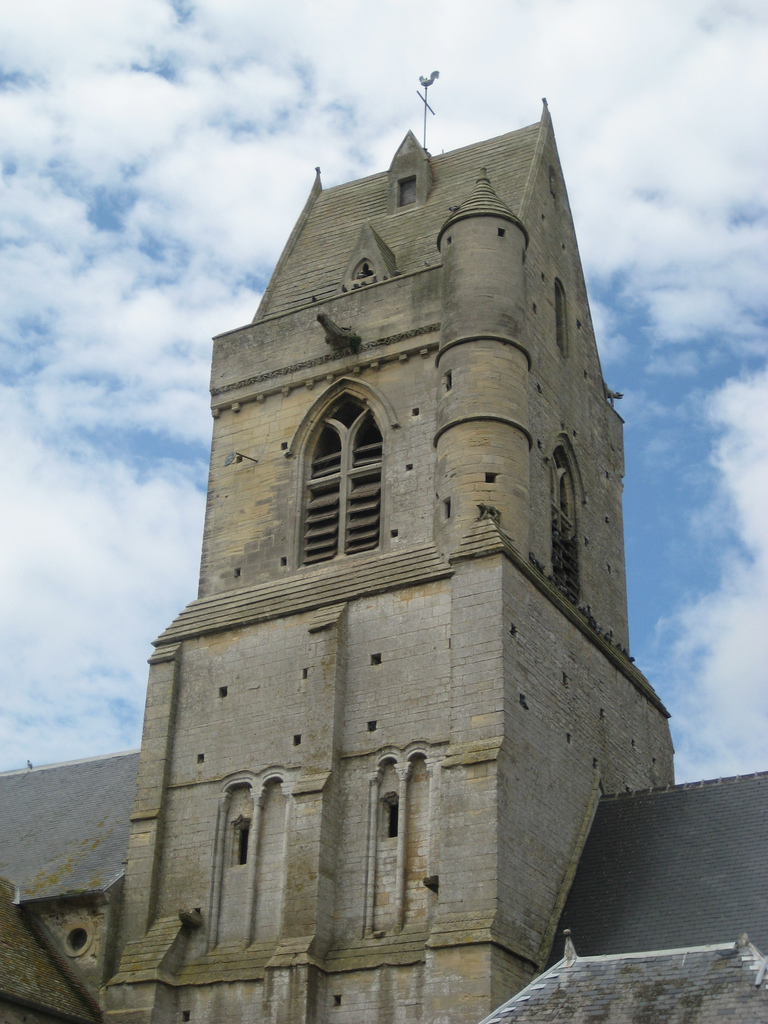
Clocher.
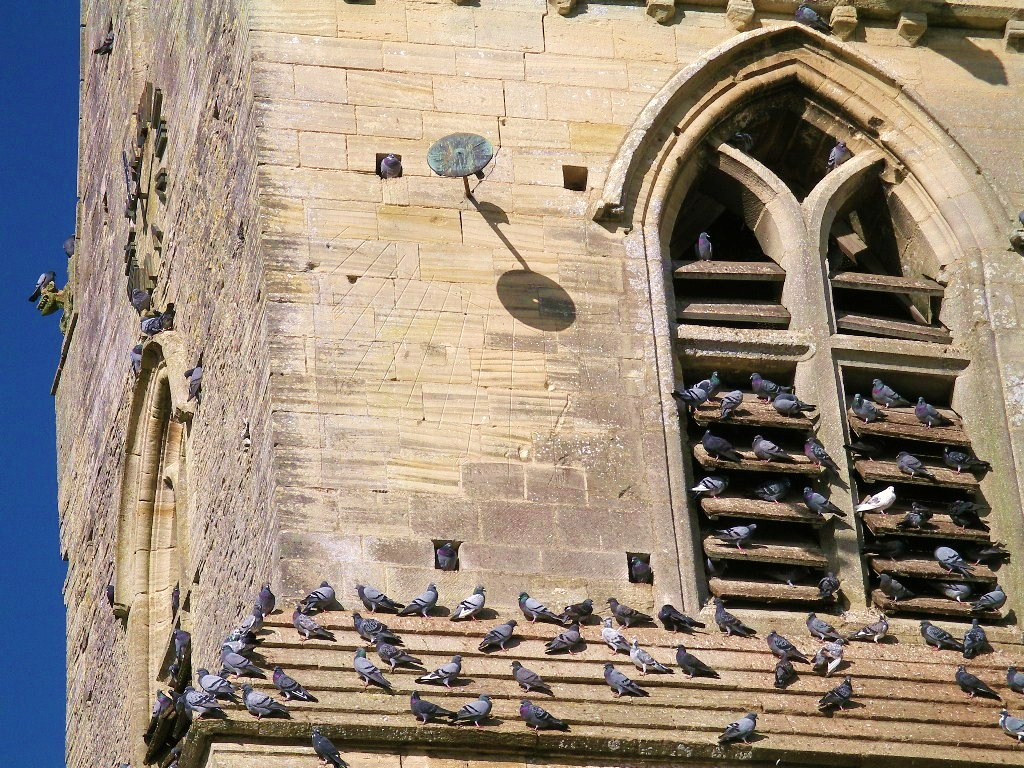
Cadran solaire.